# Causa (medicina)
|  | No s'ha de confondre amb Etiologia. |

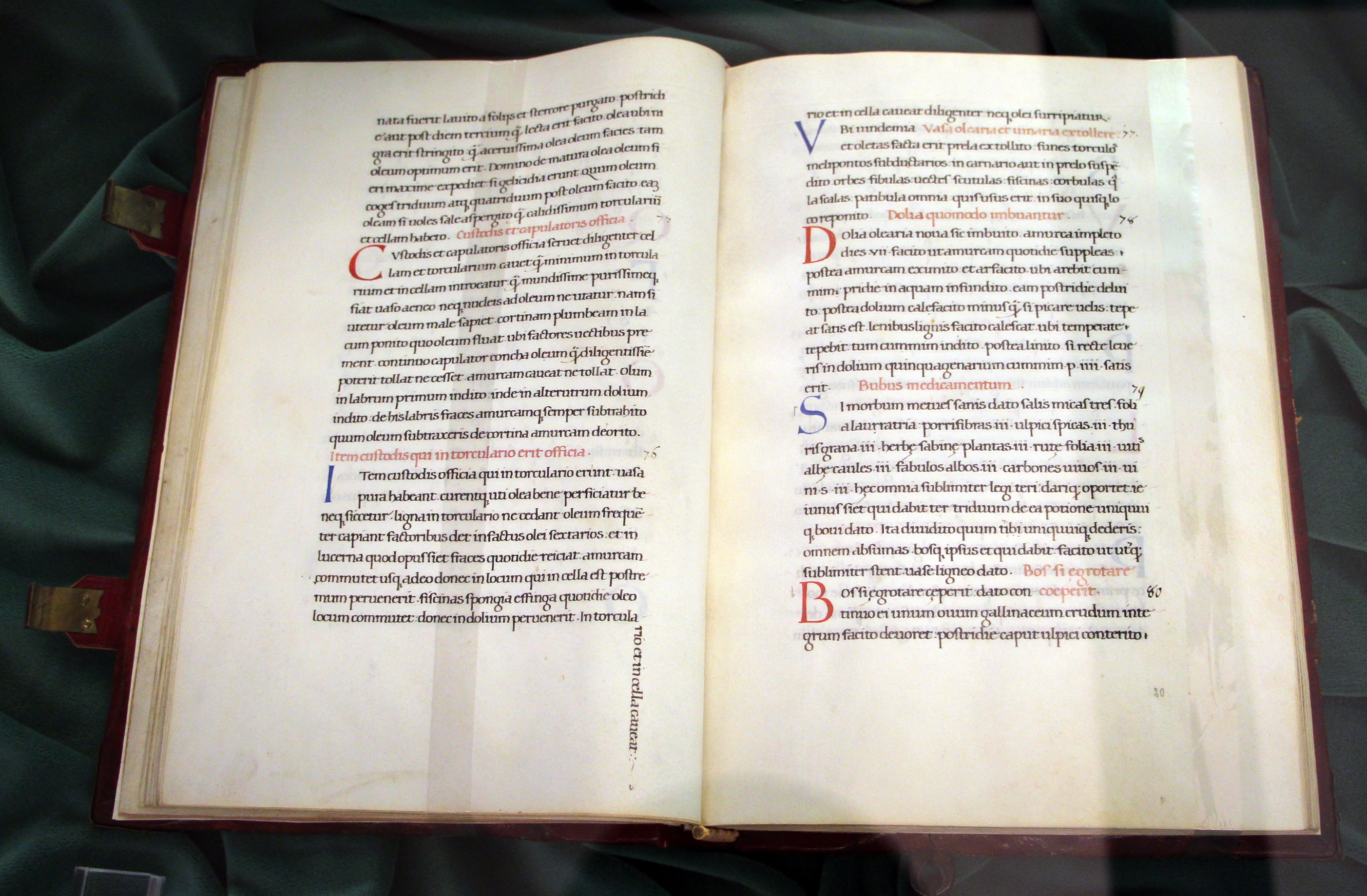
De agricultura (XV sec., Biblioteca Medicea Laurenziana, pluteo 51.2)
On Varró cita els microorganismes com possible causa de malalties.

En medicina, la causa d'una malaltia també s'anomena etiopatiogènia, etiologia o raó i origen d'una patologia. La patogènesi o gènesi abreujada, en canvi, es refereix més a l'aparició i desenvolupament de malalties per aquestes causes (vegeu també patologia). Una combinació d'ambdós termes amb un significat similar està representada pel terme etiopatogènesi (del grec antic γένεσις genesis : "origen, aparició"). Per exemple, certs patògens als pulmons com a causa d'un mecanisme d'acció condueixen a una malaltia pulmonar. Marc Terenci Varró va citar els microorganismes com a causa de malalties al llibre De Agricultura.

## Història

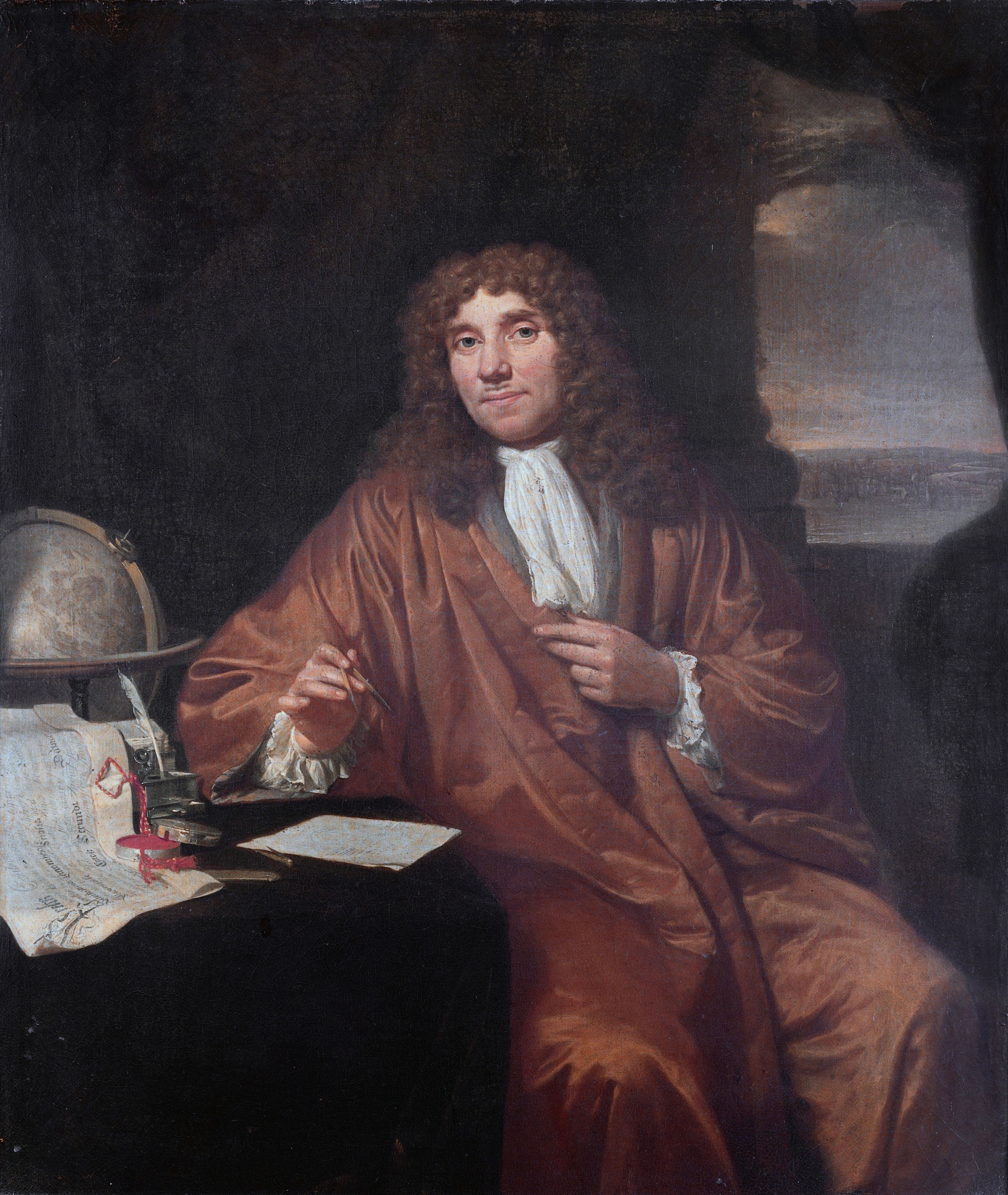
Antonie van Leeuwenhoek, la primera persona que va descriure microorganismes fent servir un microscopi

La paraula “etiologia” deriva del grec αἰτιολογία, aitiologia, "donar una raó per" (αἰτία, aitia, "causa"; i -λογία, -logia).
En medicina, l'etiologia fa referència a la causa o causes de malalties o patologies. Quan no es pot determinar l'etiologia, es diu que el trastorn és idiopàtic. Els relats tradicionals de les causes de la malaltia poden apuntar al "mal d'ull". L'estudiós romà antic Marc Terenci Varró va presentar idees bàsiques sobre els microorganismes en un llibre del segle I aC titulat De Agricultura.
El pensament medieval sobre l'etiologia de la malaltia va mostrar la influència de Galè i d'Hipòcrates. Els metges europeus medievals generalment tenien l'opinió que la malaltia estava relacionada amb l'aire i van adoptar un enfocament miasmàtic de l'etiologia de la malaltia.
El descobriment etiològic en medicina té una història en la demostració de Robert Koch que les espècies del bacteri patogen Mycobacterium tuberculosis causa la malaltia tuberculosi; Bacillus anthracis provoca l'àntrax i el Vibrio cholerae el còlera. Aquesta línia de pensament i evidència es resumeix en els postulats de Koch. Però la prova de causalitat en malalties infeccioses es limita a casos individuals que proporcionen proves experimentals d'etiologia.
En epidemiologia, calen conjuntament diverses línies d'evidència per a la inferència causal. Austin Bradford Hill va demostrar una relació causal entre el tabaquisme i el càncer de pulmó, i va resumir la línia de raonament en els criteris de Bradford Hill, un grup de nou principis per establir una causa epidemiològica. Aquesta idea de causalitat es va utilitzar més tard en una proposta per a un concepte unificat de causalitat.

## Cadena de causalitat i correlació
Calia pensar més en epidemiologia per distingir la causalitat de l'associació o la correlació estadística. Els esdeveniments poden ocórrer junts simplement a causa de l'atzar, el biaix o les variables de confusió, en lloc d'inferir que un esdeveniment sigui causat per l'altre. També és important saber quin esdeveniment és la causa. El mostreig i la mesura acurats són més importants que les anàlisis estadístiques sofisticades per determinar la causa. L'evidència experimental que implica intervencions (proporcionar o eliminar la suposada causa) ofereix l'evidència més convincent de l'etiologia.
Relacionat amb això, de vegades apareixen diversos símptomes sempre junts, o més sovint del que es podria esperar, encara que se sap que un no pot causar l'altre. Aquestes situacions s'anomenen síndromes, i normalment s'assumeix que ha d'existir una condició subjacent que expliqui tots els símptomes.
Altres vegades no hi ha una única causa per a una malaltia, sinó una cadena de causalitat des d'un desencadenant inicial fins al desenvolupament de la malaltia clínica. Un agent etiològic de la malaltia pot requerir un cofactor independent i estar subjecte a un promotor (augmenta l'expressió) per provocar la malaltia. Un exemple de tot l'anterior, que es va reconèixer tard, és que la malaltia d'úlcera pèptica pot ser induïda per l'estrès, requereix la presència de secreció àcida a l'estómac i té etiologia primària en la infecció per Helicobacter pylori. En aquest marc es poden estudiar moltes malalties cròniques de causa desconeguda per explicar múltiples associacions epidemiològiques o factors de risc que poden o no estar relacionats causalment, i per buscar l'etiologia real.

## Heterogeneïtat etiològica
Algunes malalties, com la diabetis o l'hepatitis, es defineixen de manera sindròmica pels seus signes i símptomes, però inclouen diferents afeccions amb diferents etiologies. Aquestes s'anomenen condicions heterogènies.
Per contra, una sola etiologia, com el virus d'Epstein-Barr, pot arribar a produir, en diferents circumstàncies, malalties diferents com la mononucleosi, el carcinoma nasofaringi o el limfoma de Burkitt.

## Endotip
Un endotip és un subtipus d'una condició, que es defineix per un mecanisme funcional o patobiològic diferent. Això és diferent d'un fenotip, que és qualsevol característica o tret observable d'una malaltia, com ara la morfologia, el desenvolupament, les propietats bioquímiques o fisiològiques o el comportament, sense cap implicació d'un mecanisme. Es preveu que els pacients amb un endotip específic es presentin dins de grups fenotípics de malalties.
Un exemple és l'asma, que es considera una síndrome, que consisteix en una sèrie d'endotips. Això està relacionat amb el concepte d'entitat malaltia.
Un altre exemple podria ser la sida, on una infecció pel VIH pot produir diverses etapes clíniques. La sida es defineix com l'estadi clínic IV de la infecció pel VIH.